# Inmigración neerlandesa en Argentina
La inmigración neerlandesa en Argentina ha sido una de las tantas corrientes migratorias provenientes de Europa en aquel país, aunque no ha sido tan numerosa como en otros casos (no llegó a significar un 1% del total de la migración recibida). Argentina recibió a importantes contingentes de holandeses a partir del año 1825. La comunidad más grande se encuentra en la ciudad de Tres Arroyos en el sur de la provincia de Buenos Aires. El "grueso" de inmigrantes llegados ocurrió entre 1880 y 1900. En total, los neerlandeses provenientes directamente de los Países Bajos, hasta mediados de siglo XX, no superaron las 20.000 personas.

## Historia
En 1871 el gobierno argentino abrió sus oficinas de migración en Amberes, Bélgica y comenzaron a reclutar los primeros neerlandeses, belgas y franceses para poblar el país. Sin embargo, la migración masiva ocurrió en 1888. Se estima que entre 1846 y 1932 emigraron de Europa unos 224.000 neerlandeses, de los cuales 8000 vinieron a Sudamérica. Entre los que eligieron éste como último destino, se localizaron principalmente en Argentina, Brasil y Chile. La migración a la Argentina se dio de una manera desorganizada. Se estima también que parte de los neerlandeses regresaron a su patria.
Parte de los llegados eran hombres de negocios, diplomáticos, ingenieros y arquitectos. También llegaron agricultores y jornaleros, que se dirigieron hacia Tres Arroyos, la provincia de Santa Fe, Chaco, Entre Ríos, 9 de Julio, Mendoza, etc. Otros se asentaron en los partidos de La Boca y Barracas, Quilmes o Avellaneda.
Muchos de los inmigrantes agricultores y ganaderos procedían de la zona de Frisia y hablaban el frysk o frisón, y también el dialecto neerlandés septentrional bastante diferente entonces del neerlandés). Una segunda inmigración tuvo lugar hacia 1924. La última, mucho más pequeña, llegó a principios de los años 1950. La mayoría de estos neerlandeses-frisones se estableció inicialmente en el sur de la provincia de Buenos Aires, especialmente en la zona de Tres Arroyos, Quequén, Necochea. Grupos mucho menores se establecieron en Mar del Plata, Bahía Blanca, Tartagal, Guaminí, Salliqueló, San Martín de los Andes y Comodoro Rivadavia.

### Explicación sociológica
Los expertos afirman que los migrantes tienen características asociadas a lo religioso, lingüístico y cultural. Sus patrones de búsqueda de nuevos destinos se adaptan a criterios de familiaridad lingüística, cultural o religiosa. Por su parte, el historiador Gerardo Oberman sugiere que la migración holandesa ha prosperado principalmente en la comunidad de Tres Arroyos debido a que ha sido la única comunidad que ha preservado los valores culturales y religiosos.  Aquellos holandeses que arribaron a Rosario o Buenos Aires fueron adaptándose a  la población local y finalmente perdiendo sus costumbres.

### Colonos bóeres
En 1902 un grupo de afrikáneres (un grupo étnico de origen neerlandés) provenientes de Sudáfrica se asentaron en el departamento Escalante de la provincia del Chubut.

### Menonitas
Parte de los menonitas que llegaron desde México a la provincia de La Pampa hacia 1985, tenían ascendencia neerlandesa.

## Asociaciones
La Asociación Holandesa (en neerlandés: Nederlandse Vereniging) es una entidad fundada hacia 1920. La Asociación organiza un Happy Hour neerlandés mensual en un bar neerlandés en Buenos Aires y festeja fiestas tradicionales de los Países Bajos. También distribuye la única revista en idioma neerlandés en la Argentina: el "Blad Nederland", que es publicada 8 veces al año y tiene una tirada de alrededor de 350 ejemplares.
También en la ciudad de Buenos Aires se encuentra una escuela dedicada a la enseñanza de la lengua y cultura neerlandesa para niños entre los 3 a 18 años, llamada De Knikkers. Otra organización perteneciente a la comunidad neerlandesa es el Instituto Holandés de Buenos Aires. La Asociación más antigua de la comunidad es la Asociación Holandesa de Beneficencia (AHB) que existe desde el 1889. La AHB brinda ayuda a neerlandeses, sus descendientes y sus familiares; así como fomenta su pertenencia, su participación e integración social.